# Remington Model 10
Remington Model 10 — помповое ружьё, разработанное в 1908 году Джоном Педерсеном для компании Remington Arms.
Ружьё имеет внутренний ударник внутри затвора и подствольный трубчатый магазин, который заряжается через отверстие в нижней части ствольной коробки. Обновленная версия, Модель 29, была представлена в 1930 году.

## Военное применение
Военные Армии США использовали короткоствольную версию, известную под разными названиями: «траншейный» или «бунтовый» дробовик. Winchester Model 1897 был основным, но компания Remington изготовила 3500 экземпляров модели 10-А для поставки войскам США во время Первой мировой войны. Модель 10 была модифицирована за счет уменьшения длины ствола до 58 см, добавления антабок, деревянного теплозащитного кожуха над стволом и переходника со штыковым выступом для крепления штык-ножа образца 1917 года. Эти траншейные ружья с серийными номерами от 128000 до 166000 имели штамп США и знак пылающей бомбы на левой стороне ствольной коробки. Военные США также закупили несколько ружей Remington Model 10 со стволами длиной 51 см для охраны заключенных и стволами диаметром от 66 до76 см для обучения воздушных стрелков. Модель 10-А в ограниченном количестве использовалась Корпусом морской пехоты на протяжении 1930-х годов.